# Thomas Schäfer
Thomas Schäfer (Hemer, 22 febbraio 1966 – Hochheim am Main, 28 marzo 2020) è stato un politico tedesco.
Giurista e membro dell'Unione Cristiano-Democratica di Germania (CDU), fu ministro delle finanze in Assia tra il 2010 e il 2020.

## Biografia

### Anni di formazione
Thomas Schäfer nacque ad Hemer e crebbe a Biedenkopf. Compiuto l'Abitur nel 1985, si formò come bancario presso la Sparkasse Marburg-Biedenkopf (cassa di risparmio locale). Frequentò l'Università di Marburgo, laureandosi in giurisprudenza nel 1997.
Dal 1995 al 1998 fu lettore di diritto pubblico e privato presso la Deutsche Angestellten-Akademie di Marburgo. Dal 1998 in poi fu consulente legale di Commerzbank a Francoforte sul Meno. Nel 1999 conseguì il dottorato di ricerca sotto la guida di Werner Frotscher.

### Carriera politica
Nel 1980, Schäfer entrò a far parte dell'organizzazione giovanile della CDU/CSU Junge Union e fu membro del consiglio di amministrazione dal 1985 al 1999. Dopo le elezioni dello Stato dell'Assia del 1999, Schäfer guidò l'ufficio di Christean Wagner, il ministro della giustizia dell'Assia, e dal 2002 quello del ministro presidente Roland Koch. Dal novembre 2005 al 2009 fu segretario di Stato di Jürgen Banzer, ministro del lavoro, della famiglia e della sanità. Durante la crisi finanziaria del 2007-08, coordinò gli sforzi dello Stato per salvare la Opel, con sede a Rüsselsheim am Main, in collaborazione con gli altri tre Stati in cui la Opel aveva i propri stabilimenti. Nel febbraio 2009 divenne segretario di Stato di Karlheinz Weimar, il ministro delle Finanze.
Nell'agosto 2010 Schäfer divenne ministro delle finanze (assiano) sotto la guida del nuovo presidente dell'Assia Volker Bouffier. Dal 2014 fu membro dell'Hessischer Landtag, il Parlamento dell'Assia. Nel 2018 fu rieletto, questa volta direttamente. Era ritenuto un probabile successore di Bouffier.
Il 27 marzo 2020 annunciò, insieme al ministro dell'economia Tarek Al-Wazir, l'aiuto finanziario dello Stato nella crisi del coronavirus per i liberi professionisti e le piccole imprese; nel frangente, Schäfer dichiarò: "La lotta contro la crisi del Coronavirus non fallirà a causa del denaro". ( "Am Geld wird die Bekämpfung der Corona-Krise nicht scheitern." )

### Morte
La mattina del 28 marzo 2020 il suo corpo fu trovato vicino alla linea ferroviaria ad alta velocità Colonia-Francoforte, nei pressi di Hochheim am Main, e la polizia ipotizzò che si fosse suicidato. La morte di Schäfer è arrivata "come uno shock", poiché solo qualche giorno prima egli aveva dichiarato che il suo lavoro era "un piacere e un onore". Era conosciuto come un uomo gioviale e di buon umore, ma "da un po' di tempo" era visibilmente dimagrito. Secondo Bouffier, "è possibile che Schäfer sia stato schiacciato dall'angoscia per il futuro". Lasciò la moglie e due figli.